# راضي المطيري
راضي مطر المطيري لاعب كرة قدم سعودي يلعب حالياً في نادي الإعتماد.

## مسيرة اللاعب
لعب سابقاً مع أولمبي نادي الشباب ونادي هجر ونادي الفيحاء ونادي الكوكب و نادي الشعلة و البكيرية و الشرق والاعتماد.

## روابط خارجية
- راضي المطيري على موقع Soccerway.com (الإنجليزية)